# Atimie
L’atimie (du grec ancien ἀτιμία / atimía, « mépris », d'un α privatif et de τιμή / timế, « honneur ») est une privation totale ou partielle des droits civiques, utilisée à l'époque classique de la démocratie athénienne. On peut distinguer cette peine de l'ostracisme, qui ajoutait à la privation des droits civiques le bannissement pendant dix ans.

## Définition
À Athènes, l'atimie est une condamnation infamante puisqu'elle consiste en une privation des droits civiques. Celle-ci comporte cependant des degrés divers, comme on le voit par le témoignage de l'orateur grec Andocide dans son ouvrage Sur les mystères (73 sqq.).
Frappé d'atimie, un citoyen athénien est dès lors incapable de remplir les fonctions politiques d'un citoyen. Il ne peut pas assister aux assemblées, exercer les fonctions de juré dans l'Héliée ni intenter des actions devant les tribunaux. En revanche, il conserve le statut de citoyen. À ce titre, il peut transmettre la citoyenneté à ses fils.
Exclure un citoyen de l'assemblée est une façon efficace de mettre fin à son ambition politique. L'incapacité d'ester en justice pour se défendre contre ses adversaires met dans une position sociale très difficile. À un niveau plus terre à terre, l'atimie signifie la perte du petit revenu que reçoivent les juges pour leur travail ou qu'on perçoit pour assister aux assemblées, ce qui peut être grave dans le cas de petites gens incapables de travailler. La perte d'une telle activité politique a de plus, sans doute, un impact psychologique important. Alcibiade fut frappé d'atimie, déclaré coupable de haute trahison et sous le coup d'une confiscation et d'accusations graves pour sacrilèges, mais tout ceci ne l'empêcha pas de revenir ensuite à Athènes et d'y revêtir la charge de stratège en 407 av. J.-C.

## Actes passibles de l'atimie
L'atimie peut être infligée comme une peine par les tribunaux, mais elle est aussi automatiquement — du moins en théorie — appliquée pour un certain nombre d'actes, certains publics et d'autres privés.
Est frappé d'atimie celui qui ne peut s'acquitter d'une dette envers l'État, par exemple une amende. Il n'existe aucune limite supérieure aux amendes que les tribunaux peuvent imposer : elles peuvent donc excéder de beaucoup la fortune entière d'une personne. Et puisque cette dette se transmet par héritage, le statut se transmet de même. Par exemple, un fils peut défendre son père privé du droit électoral avant la mort de celui-ci, mais perd lui-même ses droits après sa mort. Les déserteurs, les fils indignes (ayant battu leurs parents ou ayant refusé de leur assurer subsistance), ceux qui ont dilapidé leur fortune (par prodigalité ou négligence) ou qui se sont prostitués deviennent également automatiquement atimoi.
La proposition d'une loi jugée illégitime est passible de graphe paranomon (suspension du décret et sanction de l'auteur): trois condamnations entrainaient l'atimie .
Est également frappé d'atimie partielle l'accusateur n'ayant pas obtenu un cinquième des voix dans une action en justice : il s'agit de limiter les abus des sycophantes, ou délateurs professionnels.
D'après Aristote, Solon aurait imposé l'atimie à tout citoyen ne prenant pas les armes pour une des parties lors d'une crise politique intérieure.
Le non-respect de l'atimie est considéré comme une attaque contre le pouvoir du peuple et peut, si quelqu'un traîne le coupable devant les tribunaux, lui valoir la peine de mort.

## Personnalités ayant subi l'atimie
- Xénoclide, poète athénien du IVe siècle av. J.-C.
- Timarque, qui est accusé en 346-345 av. J.-C. par Eschine dans son discours Contre Timarque de s'être prostitué dans sa jeunesse.